# Podžaga
Podžaga este o localitate din comuna Velike Lašče, Slovenia, cu o populație de 22 de locuitori.